# Луций Дидий Марин
Луций Дидий Марин (на латински: Lucius Didius Marinus) e римски конник.
Той се жени за Анния Корнифиция Фаустина Младша, дъщеря на римския император Марк Аврелий и съпругата му Фаустина Младша по времето на Септимий Север (193 – 211).